# Claire Tomlinson
Claire Janet Tomlinson, geb. Lucas (* 14. Februar 1944 in England; † 12. Januar 2022) war eine englische Polospielerin. Sie erreichte als erste Frau Handicap 5, was bis heute nur von Sunny Hale wiederholt werden konnte und gewann als erste Frau in England ein Poloturnier der High-Goal-Klasse, nachdem bis kurz zuvor Frauen die Teilnahme an solchen Turnieren verboten worden war.

## Leben
Claire Tomlinson wurde als drittes Kind von Arthur und Ethel Lucas geboren. Arthur Lucas trug erheblich zur Wiederbelebung des Polosports in England nach dem Zweiten Weltkrieg bei und trainierte viele junge Spieler. Auch ihre Mutter und ihre beiden Geschwister spielten Polo und als Familie gewannen sie 1951 den Holden White Cup im Cowdray Park Polo Club. Ihr Bruder John erreichte später Handicap 6 und gewann 1967 den Queen’s Cup und den Gold Cup (British Open).
1949, als Claire Tomlinson fünf Jahre alt war, gründete ihr Vater den Hertfordshire Polo Club. Sie erinnert sich: „Alle kamen nach den Spielen zum Tee und die Salz- und Pfefferstreuer und das Besteck verwandelten sich in Torpfosten und Spieler … . Ich schaute zusammen mit meiner Mutter und den anderen Ehefrauen, die alle ziemlich viel wussten, die Spiele an. Wir sahen die besten Spieler, zuhause und anderswo. Verständlicherweise lernte ich in jungen Jahren viel über Polo.“
Als Mitglied einer polospielenden Familie lernte Tomlinson ebenfalls Reiten und Polospielen, u. a. bei Prem Singh. In der Schule gab sie jedoch Tennis, Lacrosse und Fechten den Vorzug und vertrat später als Fechterin das Land im Junior-Nationalteam. Als Studentin in Oxford wurde sie für die olympische Fecht-Mannschaft nominiert, aber sie verzichtete auf eine Teilnahme. Gleichzeitig vertiefte sich ihr Interesse für Polo und sie trat dem Universitäts-Poloteam bei. 1966 war sie Team-Kapitän.
Im September 1966, nach Abschluss ihres Studiums, ging Tomlinson nach Buenos Aires, um dort für eine britische Firma zu arbeiten. Als ihr Bruder John nach Argentinien kommt, um dort Polopferde zu kaufen, begleitet sie ihn. Sie lernt Jorge Marín Moreno kennen, einem der besten Spieler auf der Position 1 zu der Zeit und lernt von ihm. In Coronel Suárez spielt sie ihr erstes 25-Goal-Turnier. Im März 1967 kehrt Tomlinson nach England zurück. Im gleichen Jahr spielt sie Medium-Goal-Turniere in England und vertritt ihren Bruder bei einem High-Goal-Spiel in Deauville. Zusammen mit Lavinia Roberts wird sie auf Handicap 2 heraufgestuft.
1978 erreicht sie Handicap 3 und beschließt, zusammen mit ihrem Mann zukünftig bei High-Goal-Turnieren anzutreten. Das Regelbuch der HPA sieht jedoch eine Teilnahme von Frauen in dieser Spielklasse nicht vor. Ihre erste Anfrage wird abgelehnt und sie wendet sich an Lord Cowdray, ein Steward der HPA. Er forderte sie auf, nachzuweisen, dass die anderen Spieler nichts dagegen hätten. Sie sammelte Unterschriften von nahezu jedem Spieler, der in dem Jahr am Gold Cup teilnahm, präsentierte die Petition der HPA und diese gab nach. 1979 nimmt sie mit Simon Tomlinson, Juni Crotto und David Gemmell am Queen’s Cup teil und gewinnt das Turnier.
1986 wird Tomlinson auf Handicap 5 heraufgestuft. 1987 diskutiert die HPA ihre Teilnahme für das englische Team im Coronation Cup, die Idee wurde jedoch verworfen, weil sie eine Frau ist.
Tomlinson war neben ihrer Laufbahn als Spielerin auch eine anerkannte Trainerin. 1993 entwickelte sie zusammen mit Hugh Dawnay ein Ausbildungssystem für die HPA. Bei der Polo-Weltmeisterschaft 2004 war sie Coach der englischen Mannschaft. Auch unterrichtete sie die Prinzen William und Harry im Polo.

### Familie
1968 heiratete sie Simon Tomlinson, den sie während des Studiums kennengelernt hatte. Gemeinsam haben sie drei Kinder: Emma, Luke und Mark. Mit ihrem Ehemann betrieb sie den Beaufort Polo Club und eine Pferdezucht.
Sie starb im Januar 2022 im Alter von 77 Jahren.